# Bankgeschäft Ludwig Tillmann
Das Bankgeschäft Ludwig Tillmann war eine von dem Bankier Ludwig Tillmann 1894 in Hamburg gegründete Privatbank. Das Unternehmen war vor allem im Auslandskreditgeschäft tätig.

## Gründung
Ludwig Tillmann (1851 Bad Dürkheim – 1924 Hamburg) stammte aus einer alteingesessenen, im Weinanbau tätigen jüdischen Familie im pfälzischen Bad Dürkheim. Um 1870 übersiedelte er nach Hamburg, wo er ab 1881 als Direktor der Anglo-Deutschen Bank und ab 1892 als Filialdirektor der Dresdner Bank arbeitete. 1894 machte er sich als Fonds- und Wechselmakler selbstständig und ließ das Bankgeschäft Ludwig Tillmann unter der Nummer HRA 10374 ins Hamburger Handelsregister eingetragen. Das Bankhaus  war im Auslandskreditgeschäft tätig und pflegte entsprechend viele internationale Kontakte, in Großbritannien insbesondere zu dem Bankhaus William Brand’s Sons & Co. Der Firmensitz befand sich anfangs in der Großen Reichenstraße 51 (Reichenhof), später Große Bleichen 53 sowie Schauenburgerstraße 15, dann 21.

## Offene Handelsgesellschaft
Im Jahr 1911 nahm Ludwig Tillmann seinen Sohn Georg Tillmann (1882 Hamburg – 1941 New York (NY)), der eine kaufmännische Ausbildung absolviert hatte, sowie 1912 seine langjährigen beiden ersten Mitarbeiter Otto Straßburger (1877 Mannheim – 1943 USA) und Gustav M. Altmann (1875 Paris – 1962 Vaduz) (letzterer war ein Cousin) als Teilhaber in sein nun als offene Handelsgesellschaft betriebenes Geschäft auf. Das Unternehmen prosperierte nach dem Ende des Ersten Weltkriegs und hatte um 1921 etwa 80 und um 1923 etwa 200 Angestellte. Um das Jahr 1919 erwarb das Bankgeschäft Ludwig Tillmann die Grundstücke Schauenburgerstraße 44/Kleine Johannisstraße 6/8 unweit des Hamburger Rathauses und zog mit ihren Büros dorthin.
Der Firmengründer Ludwig Tillmann, der auch im Hamburger Gesellschaftsleben aktiv war, etwa im Kunstverein und in der Patriotischen Gesellschaft, verstarb 1924 in Hamburg. Sein Erbe ging zu gleichen Teilen an seine drei Kinder Georg Tillmann, Veronika Rath (1883 Hamburg – 1938 Ahrensburg) und Clara Ehrenberg (1886 Hamburg – 1956 Cincinnati (OH)).

## Aufteilung und Liquidation des Bankgeschäfts
Nach der Weltwirtschaftskrise von 1929 und vorausschauend in Bezug auf die Bankenkrise von 1931 begannen die drei Teilhaber des Bankgeschäfts Ludwig Tillmann 1931 mit der Teilung bzw. Auflösung ihres Geschäfts. Sie arbeiteten zunächst mit ihren jeweils eigenen Mitarbeitern und Geschäftszielen weiter. Georg Tillmann nutzte dafür die von ihm zusammen mit seiner Frau Dorothy Tillmann, geb. Wolf (1891 New York (NY) – 1944 New York (NY)) im Jahr 1925 gegründete Firma Tillmann & Co. Da alle drei Bankiers jüdischer Herkunft waren, sollte sich angesichts der politischen Radikalisierung Deutschlands ab 1933 die Situation so nicht lange halten lassen.
Georg Tillmann übersiedelte zunächst geschäftlich und ab 1932 auch privat nach Amsterdam. 1939 floh er weiter nach Großbritannien und 1940 über die Niederlande und Portugal in die USA. Gustav M. Altman ging nach dem Machtantritt der Nazis zurück in seine Geburtsstadt Paris bzw. ins nahe gelegene St. Germain en Laye. Er floh 1942/43 vor den deutschen Besatzern nach Vaduz (Liechtenstein). Otto Straßburger lebte Mitte der 1930er Jahre in Meran (Italien) und floh vermutlich nach einer Zwischenstation in der Schweiz 1940 über Portugal in die USA.
Bereits 1934 beschlossen die drei Teilhaber des Bankgeschäfts Ludwig Tillmann die Auflösung der Bank zum Ende des Jahres. Georg Tillmann und Otto Straßburger schieden aus dem Unternehmen aus, und Gustav M. Altmann übernahm den Rest des Geschäfts mit dem Ziel der Verwaltung des verbleibenden Grundbesitzes, Beendigung der Geschäfte und Liquidation des Unternehmens. 1938 beantragte er von Paris aus die Löschung der Firma aus dem Handelsregister. Die Grundstücke Schauenburgerstraße und Kleine Johannisstraße, die bereits früher aus dem Firmenvermögen herausgenommen worden waren, kamen danach unter Treuhänderschaft. Sie wurden 1940 verkauft.
Das Bankgeschäft Ludwig Tillmann gehörte zu den zahlreichen Privatbanken, die nach dem Machtantritt der Nazis „arisiert“ oder liquidiert wurden, wodurch der Bankensektor in Deutschland eine erhebliche Veränderung erfuhr.

## Archivbestände
Staatsarchiv Hamburg, Signaturen: 231-7_A 1 Band 43 (Handelsregister), 231-7_B 1955-285 (Ludwig Tillmann, HRA 10374), 231-7_B 1981-142 (Alvin Tschann – Tillmann & Co., HRA 32616), 314-15_F2273 Bd. 1–2 (Bankgeschäft Tillmann & Co., Hamburg), 232-5_2264 Vormundschaftswesen, 314-15_R 1939/0861 (Bankfirma Ludwig Tillmann, Hamburg), 314-15_R1938_0987 (Altmann, Gustave) und 731-8_A 770 (Tillmann, Ludwig), 731-8_ A 751 (Altmann, Gustav M.)